# Espeto
O espeto (do gótico *spitus, "assador") é um utensílio usado na culinária para assar alimentos, geralmente rodando-os sobre o fogo, embora também se possa utilizar os espetos em frituras ou mesmo para servir alimentos crus.

## Descrição
É uma haste aguçada, de madeira ou metal onde se espetam os produtos a assar. Podem ser utilizados desde o enorme espeto onde se pode assar um boi inteiro, normalmente ao ar livre e sobre uma fogueira, até aos pequenos espetos onde se podem juntar dois ou três pedacinhos de carne, vegetais, queijo ou marshmallow, geralmente para fritar, mas também podendo ser assado como churrasco ou servidos crus. Existem espetos mecânicos que rodam por meio de um motor, tanto sobre um fogão aberto, como dentro de um forno.

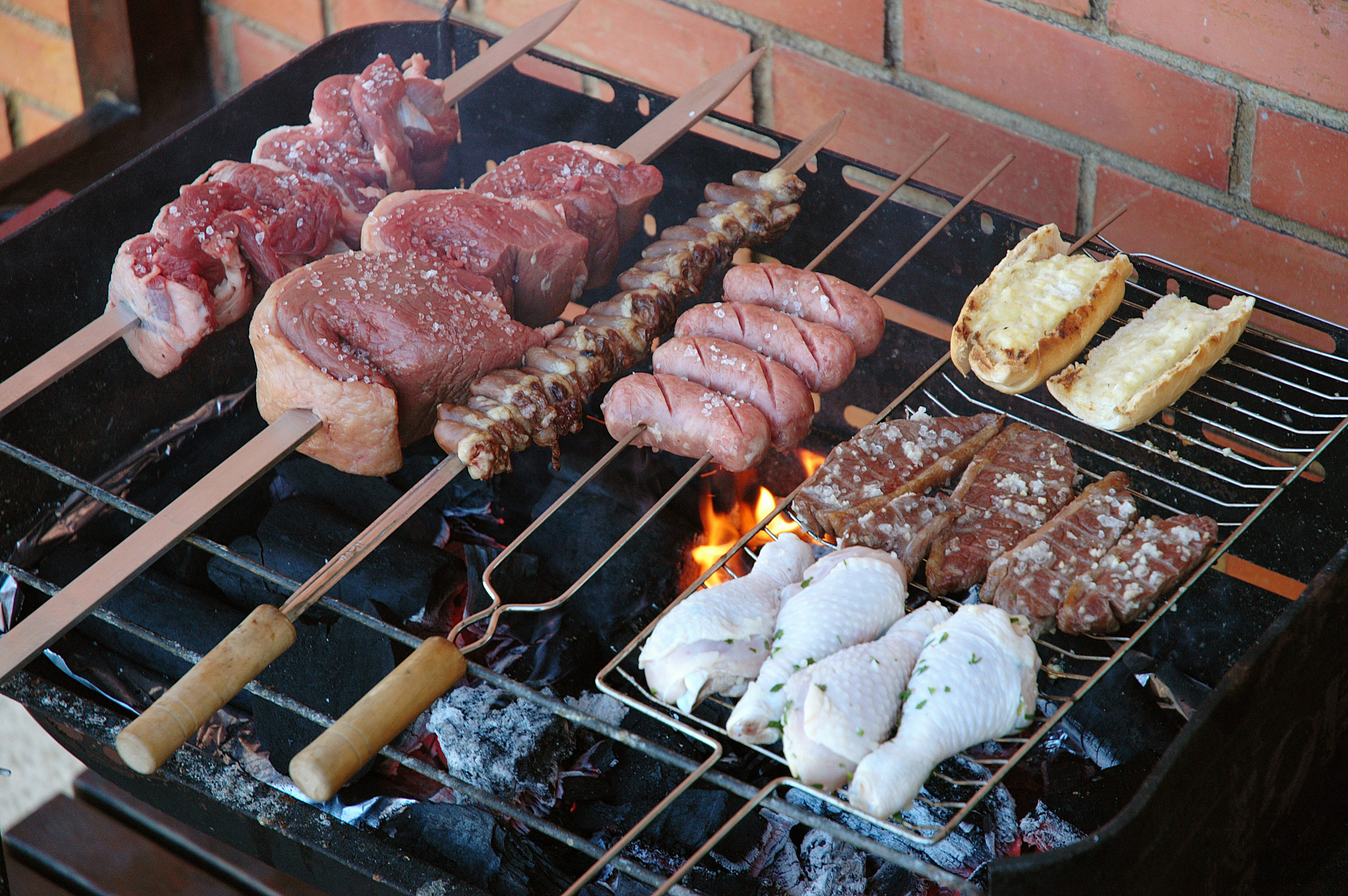
Exemplo de espeto à moda brasileira